# 콜리엘라과
콜리엘라과(Koliellaceae)는 트레보욱시아강 프라시올라목에 속하는 녹조류과의 하나이다. 5속 35종으로 이루어져 있다.

## 하위 속
- Ekerewekia - 유일종 E. churiensis
- 콜리엘라속 (Koliella) Hindák, 1963 - 19종
- 프세우도클로렐라속 (Pseudochlorella) J.W.G.Lund, 1955 - 3종
- 라피도네마속 (Raphidonema) - 10종
- Raphidonemopsis - 2종